# Го Ци
Го Ци (кит. упр. 郭琦, пиньинь Guō Qí; род. 27 января 1995) — китайская шахматистка, гроссмейстер среди женщин (2011), международный мастер среди мужчин (2014). В 2011 году была самой молодой женщиной-гроссмейстером в мире.

## Биография
В 2007 году в Турции на юношеском чемпионате мира по шахматам среди девушек стала бронзовым призёром в возрастной группе U12. В 2012 году в Афинах стала победительницей чемпионата мира по шахматам среди юниоров в возрастной группе U20.  В 2013 году заняла второе место на чемпионате Китая по шахматам среди женщин.  В 2016 году победила на чемпионате Китая по шахматам среди женщин.
Участвовала в женских чемпионатах мира по шахматам:
- В 2012 году в Ханты-Мансийске в первом туре проиграла Наталье Жуковой[6];
- В 2015 году в Сочи в первом туре проиграла Наталье Погониной[7].

Представляла Китай на двух шахматных олимпиадах (2014—2016), где в командном зачёте завоевала золотую (2016) и серебряную (2014) медали, а в индивидуальном зачёте — золотую (2016) и серебряную (2014) медали, и на командном чемпионате мира по шахматам в 2013 году, где и в командном, и в индивидуальном зачёте завоевала серебряную медаль. В командных чемпионатах Азии по шахматам среди женщин участвовала три раза (2012—2016). В командном зачёте завоевала две золотые (2014, 2016) медали. В индивидуальном зачёте завоевала две золотые (2014, 2016) и бронзовую (2012) медали.